# Kaplica cmentarna w Zbiersku
Kaplica cmentarna w Zbiersku – ceglana cmentarna kaplica katolicka zlokalizowana we wsi Zbiersk, w gminie Stawiszyn (powiat kaliski). Stoi na lokalnym cmentarzu parafialnym położonym przy drodze łączącej Kalisz z Koninem (droga krajowa nr 25). 
Kaplicę w stylu neomauretańskim zbudowano w 1730 z fundacji rodziny Korzuchowskich (czy też Kożuchowskich). Jest ona prawdopodobnie jedną z dwóch kaplic cmentarnych w stylu neomauretańskim istniejących w Polsce. Nie jest wpisana do rejestru zabytków. 
Przy kaplicy znajduje się skromny Grób Nieznanego Żołnierza w formie krzyża z kamieni.

## Galeria

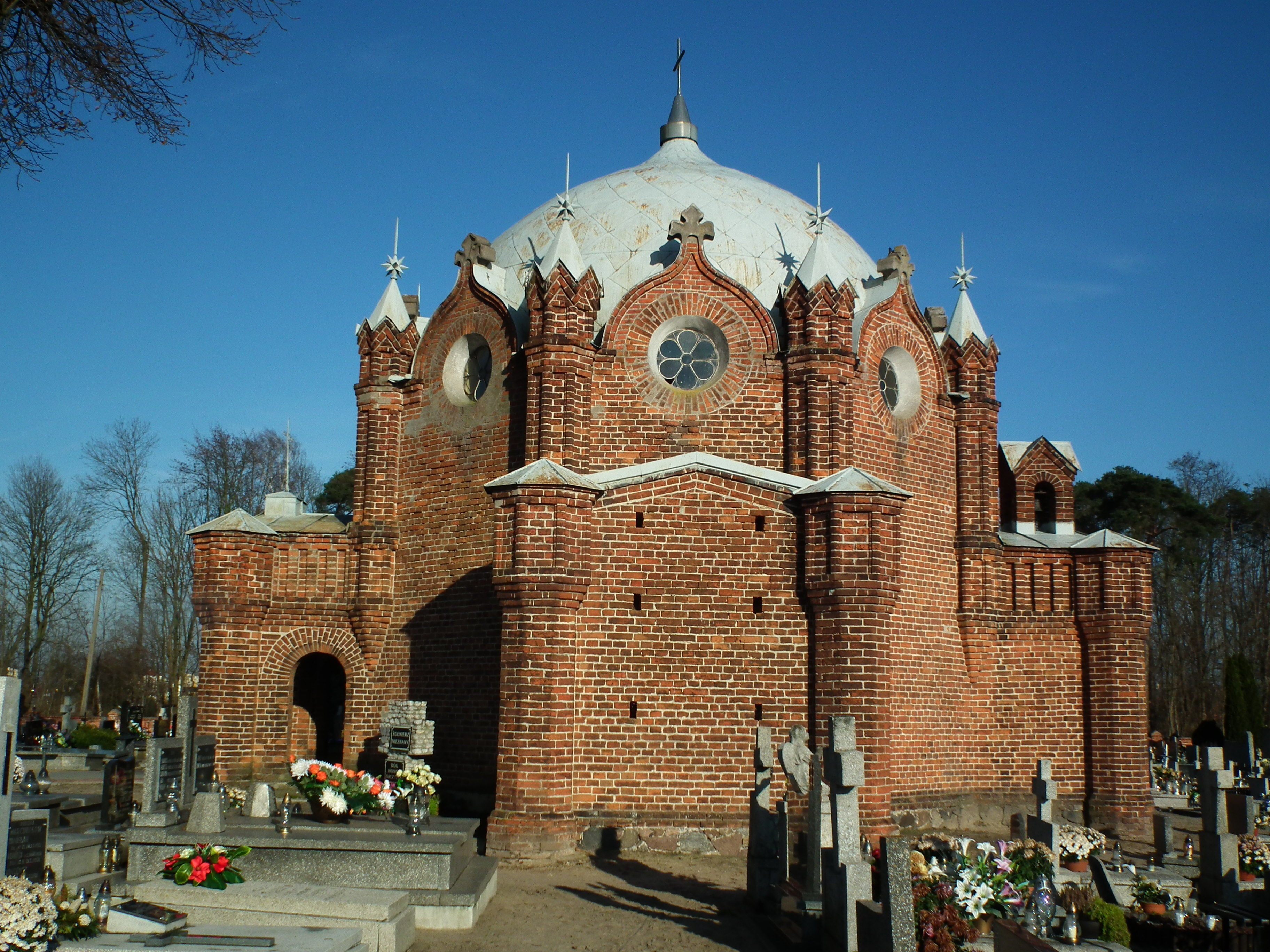
Widok od południa
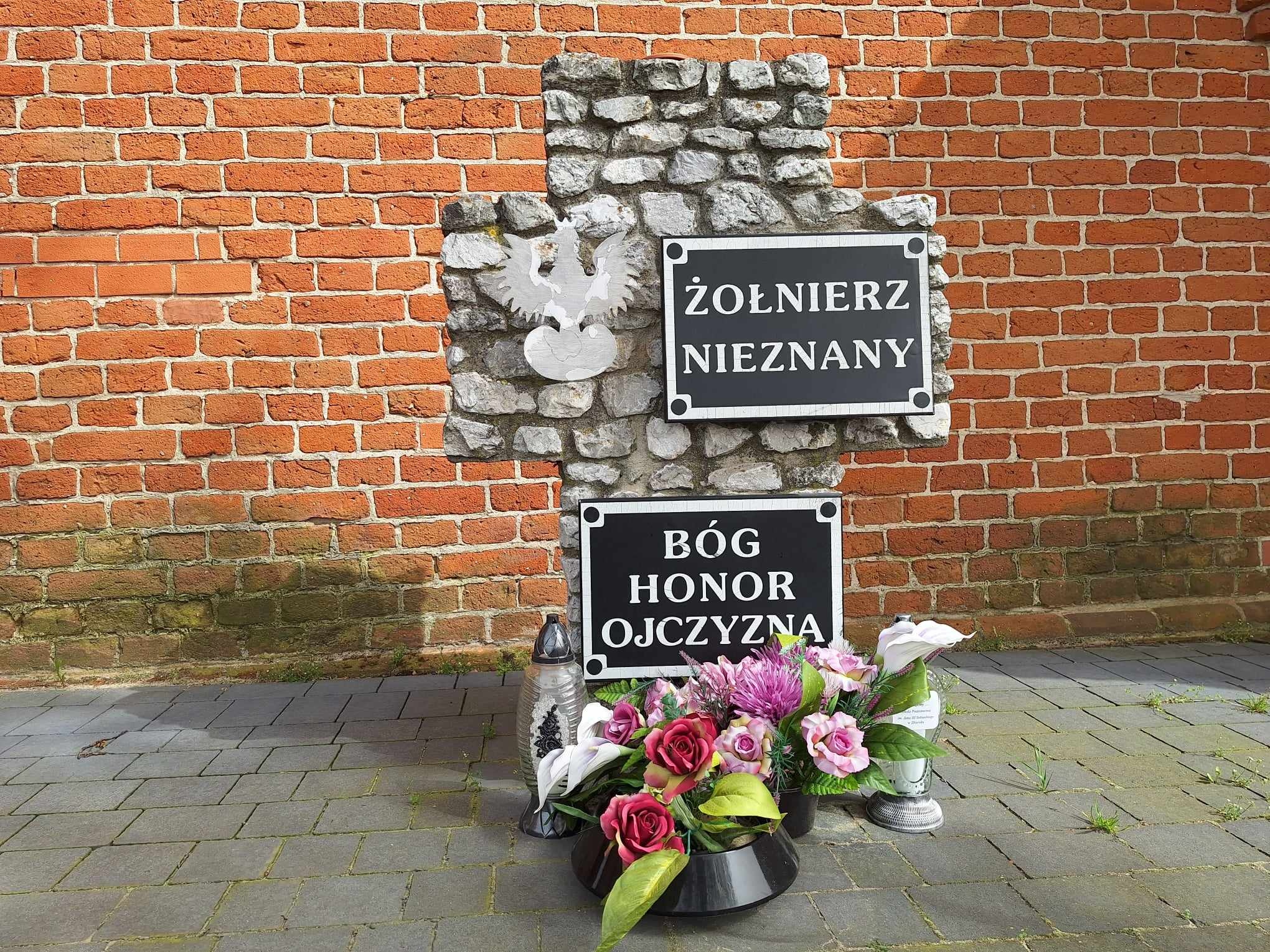
Grób nieznanego żołnierza